# 马赫什·库马尔
马赫什·库马尔（英語：Mahesh Kumar，1981年8月1日—），印度外交官，現任印度駐南非約翰內斯堡總領事，曾任印度駐巴勒斯坦國代表等職務。

## 經歷
马赫什·库马尔出生於1981年8月1日。2008年，加入印度外事服務。加入印度外交服務後，曾在印度駐布魯塞爾、特拉維夫和紐約的使團擔任多項職務，並與2014年至2016年任印度駐巴勒斯坦國代表。在新德里印度外交部，曾於對外宣傳司、經濟外交司和美洲司任職。
2023年1月14日起擔任印度駐約翰內斯堡總領事。

## 個人生活
與妻子育有兩子。